# Флавій Авіен Юніор
Флавій Авіен Юніор (*Flavius Avienus Iunior, д/н — після 509) — державний діяч часів правління остготського короля Теодоріха.

## Життєпис
Походив зі знатного роду Деціїв. Другий син Деція Максима Василя Юніора, консула 480 року. У 498 році під час обрання був на боці брата Альбіна, що підтримував Симаха. На думку дослідника Дж. Мурхеда внаслідок цього вступив у протиріччя з двома іншими своїми братами — Феодором і Інпортуном, які підтримали Лаврентія.
У 500 році після смерті батька разом з братом Альбіном очолив партію «зелених». 501 року призначено консулом. До 504 року відомо декілька листів між Еннодієм та Авіеном. 507 року призначено патрицієм. На посаді залишався до 509 року. Подальша доля невідома.